# Малки, Флавиан Мишель
Флавиан Мишель Малки (1858, Мардин — 29 августа 1915, Джизре, Ширнак) — епископ епархии Джизре Сирийской католической церкви, монах Конгрегации братьев святого Ефрема, блаженный и мученик.

## Биография
Родился в 1856 году в селении Калаат-Мара, находящейся на востоке от города Мардин в сирийской православной семье родом из Элязыг. В 1868 году поступил на учёбу в монастырь святого Анания Сиро-яковитской православной церкви. В монастыре изучал сирийский, арабский, турецкий языки и восточное христианское богословие. В 1878 году был рукоположён в диакона. Был секретарём в библиотеке и преподавал в монастырской школе. В 1878 году вместе с некоторыми монахами перешёл в Сирийскую католическую церковь. 13 мая 1883 года был рукоположен в священника в Алеппо и назначен в католические приходы, находящиеся в области Тур-Абдин. В 1895 году многие храмы, в которых он служил, были сожжены. В этом же году во время гонений погибла его мать. В последующие годы продолжал служить в Тур-Абдине.
В 1899 году был выбран Синодом Сирийской католической церкви епископом епархии Джизре. 14 сентября 1912 года Римский папа Бенедикт XV утвердил его назначение. 19 января 1913 года состоялось его рукоположение в епископа, которое совершил в Бейруте сирийский патриарх Игнатий Ефрем II.
В 1915 году в разгар геноцида ассирийцев, узнав о готовящейся резне христиан, возвратился из одного из сельских приходов в Джизре. Несмотря на то, что ему советовали покинуть город, он отказался покинуть Джизре. 28 августа 1915 года был арестован оттоманскими властями вместе с халдейским католическим епископом Филиппом-Жаком Абраамом. Им предложили принять ислам в обмен на сохранение жизни. После отказа Филипп-Жак Абраам был немедленно расстрелян на месте, а Флавиан Мишель Малки жестоко избит и в бессознательном состоянии обезглавлен.

## Прославление
В 2010 году сирийский патриарх Игнатий Иосиф III начал беатификационный процесс. 30 сентября 2012 года Римский папа Бенедикт XVI объявил о героических мученических добродетелях Флавиана Мишеля Малки.
29 августа 2015 года в Бейруте состоялась беатификация, которую от имени Римского папы Франциска совершил префект Конгрегации по канонизации святых кардинал Анджело Амато.
День памяти в Католической церкви — 29 августа.